# 川东灯台报春
川东灯台报春（学名：Primula mallophylla）为报春花科报春花属下的一个种。

## 扩展阅读
維基物種上的相關：川东灯台报春
}